# Schalfferner
Der Schalfferner ist mit einer Fläche von 7,66 km² (1999) einer der größten Gletscher der Ötztaler Alpen. Er liegt nordöstlich der Hinteren Schwärze (3628 m), eingebettet zwischen dem Ramolkamm im Osten und dem Schnalskamm, Teil des Alpenhauptkamms, im Süden. Der Gletscher liegt nahezu gänzlich auf österreichischem Staatsgebiet. Ein kleiner Teil im südlichen Bereich an der Fanatspitze befindet sich aufgrund des sich nicht überall an der Eis- bzw. Wasserscheide orientierenden Grenzverlaufs in Südtirol (Italien) und ist dort im Naturpark Texelgruppe unter Schutz gestellt.
Der Schalfferner gehört zu den am stärksten vom Gletscherschwund betroffenen österreichischen Gletschern. Bei den Messungen der Längenänderungen der österreichischen Gletscher ist der Schalfferner fast immer unter denen mit den größten Rückgängen: Im Jahr 2008 verzeichnete er mit 49 Metern den größten gemessenen Rückzug, im Jahr davor hatte er sich sogar um 87 Meter zurückgezogen, wurde dabei aber noch vom Weißseeferner übertroffen.
Das Nährgebiet gliedert sich grob in drei größere Bereiche: einem nördlichen vom Kleinleitenjoch (3270 m) herabfließenden Teil, einen größeren südöstlichen nordwestlich der Karlesspitze (3465 m) und einen südwestlichen, das sich nordöstlich der Hinteren Schwärze befindet. Aus dieser Teilung resultieren heute bereits getrennte Gletscherzungen, es ist davon auszugehen, dass in den nächsten Jahren die Verbindung gänzlich abreißen und der Gletscher in mehrere unabhängige Teilbereiche zerfallen wird.

## Lage und Form
Der Westgrat des im Ramolkamm liegenden Querkogels (3448 m) teilt das Nährgebiet im Osten in einen nördlichen und südlichen Teil. Der nördliche Teil nimmt seinen Ausgang am Kleinleitenjoch und wird im Norden begrenzt durch den wenig ausgeprägten Westgrat der Kleinleitenspitze (3445 m). Nördlich davon, im westlichen Kar zwischen Kleinleitenspitze und Schalfkogel (3510 m), befindet sich der Nördliche Schalfferner, der früher ein Tributärgletscher des Schalffernes war, aber bereits in den 1930er-Jahren den Kontakt verloren hat.
Das südöstliche Nährgebiet wird im Süden eingerahmt von mehreren Gipfeln des Alpenhauptkamms: der Karlesspitze, der Fanatspitze (3361 m) und der Rötenspitze (3396 m). Der Gletscher fließt von dort Richtung Nordwesten. Von Südwesten fließt dabei noch Eis vom Gletscherbecken nordöstlich der Hinteren Schwärze zu. Dieses Becken wird im Westen eingerahmt vom Nordgrat der Hinteren Schwärze, der Ostflanke der Mutmalspitze (3528 m) und dem Mutmalkamm (3265 m). Am Hinteren-Schwärzen-Joch (3393 m), der tiefsten Einschartung zwischen Hinterer Schwärze und Mutmalspitze reicht der Schalfferner an den westlich liegenden Marzellferner heran. Im Rossbergjoch (3380 m), der Scharte im Ostgrat der Hinteren Schwärze, die diese von der Pfasserspitze (3443 m) trennt, ist der Schalfferner mit dem kleinen, südseitig exponierten Rossbergferner verbunden. Dieser hat in den letzten Jahren stark an Substanz verloren, im Jahr 2006 wurde noch eine Fläche von 6,7 ha ermittelt.

## Historische Entwicklung
Ungefähr bis 1920 vereinigten sich die Gletscherzungen von Schalf- und Marzelferner unweit der heutigen Martin-Busch-Hütte. Nach der Trennung beider Gletscher entwickelte sich zwischen beiden Gletscherzungen ein Sandergebiet. Unter dem Schotter und Kies dieses Gebiets befand sich noch eine beträchtliche Menge Toteis. Dort sammelte sich das Schmelzwasser von Schalf- und Marzellferner, und es bildete sich ein See mit wechselnder Wasserhöhe, der 1932 seinen höchsten Stand erreichte. Im Jahr 1933 hatte das Schmelzwasser das darunter liegende Toteis destabilisiert, und es bildete sich eine zehn Meter tiefe Furche, über die sich der See entleerte. Das weitere Abschmelzen des Toteises im Rückzugsbereich des Gletschers sorgte 1945 für den Zusammenbruch der damaligen Gletscherzunge, womit sich der Gletscher in diesem Jahr um 106,3 Meter zurückzog.

## Karte
- Alpenvereinskarte Blatt 30/1, 1:25.000, Ötztaler Alpen, Gurgl, ISBN 3-928777-38-6